# 羅洛·博里希球場

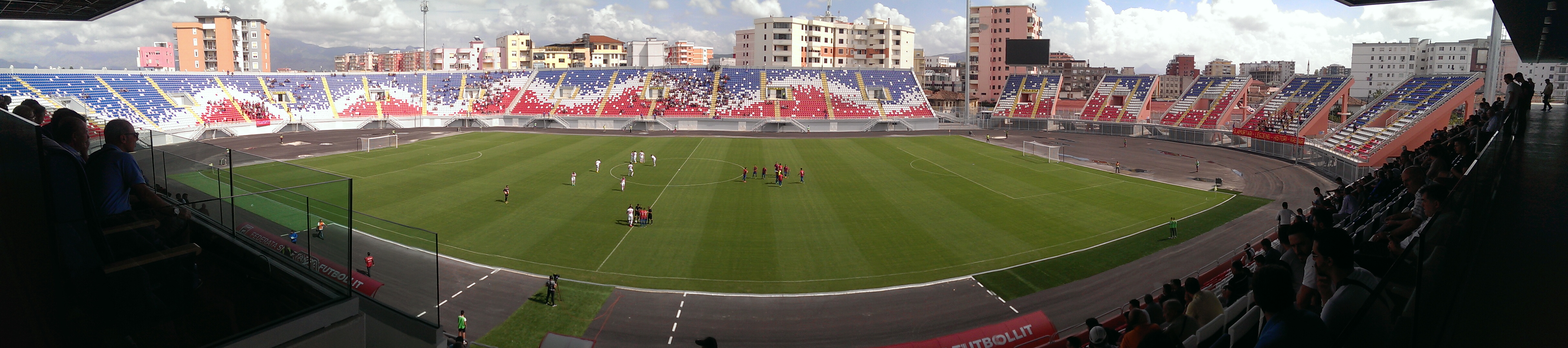

羅洛·博里希球場（Loro Boriçi Stadium），以前稱為Vojo Kushi體育場，是阿爾巴尼亞斯庫台的多用途體育場，1950年建成。主要用於足球比賽，是維拉斯尼亞足球俱樂部的主場。該體育場可容納約16,000人。
科索沃在2018年國際足協世界盃外圍賽 – 歐洲區I組的所有的主場比賽都在這個球場舉行，而不是位於普里什蒂納法蒂爾·沃柯里球場。

## 外部連結
- 羅洛·博里希球場的Facebook專頁

42°04′12″N 19°30′24″E / 42.07°N 19.5066°E